# Artur Jeghojan
Artur Jeghojan (armenisch Արտուր Յեղոյան; * 14. September 1990 in Aschozk, Schirak) ist ein ehemaliger armenischer Skilangläufer.

## Werdegang
Jeghojan nahm von 2011 bis 2015 an Wettbewerben der Fédération Internationale de Ski teil. Seine beste Platzierung bei den nordischen Skiweltmeisterschaften 2013 im Val di Fiemme war der 71. Platz im 30-km-Skiathlon. Bei den Olympischen Winterspielen 2014 in Sotschi erreichte er den 62. Platz im 30-km-Skiathlon. Zum Beginn der Saison 2014/15 lief er in Ruka seine einzigen Weltcuprennen, welche er auf den 86. Platz im Sprint und auf den 94. Rang über 15 km klassisch beendete. Sein bestes Ergebnis bei den nordischen Skiweltmeisterschaften 2015 in Falun war der 55. Platz im Skiathlon.